# Патрик Удроу
Патрик Удроу (на английски: Patrick Woodrow) е английски бизнес и инвестиционен консултант и писател на произведения в жанра трилър. 

## Биография и творчество
Патрик Удроу е роден през 1971 г. в Англия. Завършва средно образование в Брадфийлд колидж, а през 1993 г. завършва Кеймбриджкия университет с бакалавърска степен с отличие по английска филология. След дипломирането си, в периода 1994 – 2005 г. работи като служител в „Консултанти от Бърлингтън“, консултантска компания за бутикова стратегия и търговски комплексен анализ, където помага за разрастването ѝ до международен екип от над 50 консултанти, с офиси в Лондон, Париж, Сиатъл, Мюнхен и Сингапур, където става управляващ директор през 2000 г.
През 2005 г. напуска кампанията и до 2009 г. работи на свободна практика със свои клиенти като независим бизнес консултант. В същото време се насочва и към писателска кариера и пише трилъри.
Първият му роман „Координати на смъртта“ е издаден през 2005 г. Фотографът Ед Стракан получава в наследство копче за ръкавели с гравирани координати. Години по-късно след важни подводни снимки на карибски остров се оказва главният заподозрян в заплетено убийство. Борейки се да отхвърли подозренията, разбира, че има връзка със загадката с наследството и предприема опасна водолазна експедиция край необитаем остров в Южнокитайско море.
Следващият му трилър от 2009 г., „Първи контакт“, е история за брат и сестра, които се оказват изгубени във влажните гори на Папуа Нова Гвинея, след като техните водачи са брутално убити от племената, а когато се връщат обратно към цивилизацията, се оказва, че видяното в джунглата има мрачни последици за тях.
В периода 2009 – 2013 г. Патрик Удроу основава и ръководи собствена консултантска фирма „Ептека“ в Лондон, насочена към предоставяне на услуги по стратегия и търговски трансакции на клиенти, които търсят максимална възвръщаемост на инвестициите си. През 2013 г. става съосновател на стратегическата консултантска фирма „Феъргроув Партнерс“, която обслужва корпорации, фондове за частни капиталови инвестиции и техните портфейлни компании, с цел финансови и търговски анализи за подобряване на конкурентната им позиция.
Патрик Удроу живее със семейството си в Бъкнел, Оксфордшър.

## Произведения

### Самостоятелни романи
- Double Cross (2005)[1][2]
Координати на смъртта, изд.: ИК „Бард“, София (2006), прев. Юлия Чернева
- First Contact (2009)